# 權擥
權擥（：／，1416年—1465年2月6日），字正卿(정경)，号所閑堂(소한당)、所閒堂(소한당)，本贯安東權氏，朝鮮王朝的文臣和作家。是右贊成權踶的次男，官至左議政，封吉昌府院君；谥号翼平(익평)。

## 生平

### 仕途生涯
世宗32年(1450年)食年文科首席合格，授司憲府監察(正六品)，文宗、端宗年間，歷任集賢殿校理（正五品）、集賢殿直提學（正三品堂上）；1453年，端宗的叔父首陽大君發起了政變，史稱癸酉靖難。事後，世祖即位，權擥以一等靖難功臣(輸忠衛社協贊靖難功臣)被任命為承政院同副承旨（正三品堂上），次年調任承政院右副承旨（正三品堂上），後任左副承旨（正三品堂上）；1455年，敘任通政大夫（正三品堂上），並以承政院左副承旨兼任經筵廳参賛官（正三品堂上）、寶文閣直提學（正三品堂上）、知工曹事；同年歷任承政院右承旨（正三品堂上）、吏曹参判（從二品），又受封為一等佐翼功臣，被任命為赴明的謝恩使，至1455年9月時又兼任藝文館大提學（正二品）。
1456年，權擥升任吏曹判書（正二品），兼集賢殿大提學（正二品）、知經筵春秋館事（正二品），封吉昌君。次年調升為中樞院判事（從一品）。
1458年，權擥升為右贊成（從一品），從此時起，權擥都在議政府任職，歷任左贊成（從一品）、右議政（正一品相当）；1462年轉任左議政（正一品），同時期的領議政是申叔舟，右議政是韓明澮，可以說在朝廷的三公全都由癸酉靖難的功臣擔任。1463年，權擥因病辭去左議政，封吉昌府院君。

## 著作
- 《所閑堂集》（소한당집）
- 《應製詩註》（응제시주）

### 共著
- 《歷代兵要》（역대병요）
- 《国朝宝鉴》(국조보감)